# Diegesi
Diegesi és una paraula que deriva del vocable grec διήγησις (de διηγεῖσθαι, "narrar"). És un estil narratiu de ficció en què, d'acord amb Gerald Prince a A Dictionary of Narratology, :
- el narrador ens descriu el món (fictici) en el qual les situacions i esdeveniments narrats tenen lloc;
- la funció principal és contar, rememorar, en oposició a mostrar o actuar.[2]
- hi ha un suposat distanciament amb el relat tant del narrador com del lector o públic.

D'aquesta manera el narrador explica la història. El narrador presenta a l'audiència o a lectors implicats les accions i presumptes pensaments (fins i tot -encara que no necessàriament- també les seves il·lusions i somnis personals.
Els seus 3 eixos són: espai, temps i personatges.

## Diegesi en contrast amb mímesi
En els temps de Plató i Aristòtil el concepte de diegesi es va oposar a mimesi, per la diferència entre mostrar les accions dels personatges, i explicar el que fan i suposadament pensen i senten els personatges involucrats per un tercer narrador. Sòcrates utilitzava la diegesi per narrar les seves aventures a menors d'edat.
Genèricament, en la narració de ficció i de no ficció, és el que es compta de la narració pel narrador, que pot adquirir les formes de narrador invisible' fins a narrador omniscient.
Li concerneix també allò que s'inclou i supera la línia argumental principal com un relat dins de la narració o la descripció d'algun esdeveniment o actor referit per algun dels personatges.

### So i música
El so en pel·lícules s'anomena diegètic si el que sona és part de la narració. D'aquesta manera, si un dels personatges està tocant algun instrument musical, o reprodueix un disc compacte, el so resultant és diegètic. L'oposat, si sona música de fons que no és escoltada pels personatges de la pel·lícula, es denomina no-diegètica o més exactament extradiegètica.

### En el cinema
En el cinema es pot parlar tant d'efectes, música i diàleg diegètics com extradiegètics. Correspon al que s'ha assenyalat més amunt.
- Efecte diegètic i efecte extradiegètic
- Música diegètica i música extradiegètica
- Diàlegs diegètics i diàlegs extradiegètics

La música composta per a sonar durant una pel·lícula (generalment anomenat banda sonora) és "no-diegètica".